# 維夫西亞尼夫卡
47°38′30″N 32°21′21″E / 47.64167°N 32.35583°E
維夫西亞尼夫卡（烏克蘭語：Вівсянівка），是烏克蘭南部的村莊，隸屬尼古拉耶夫州的巴什坦卡區。該村面積0.76平方公里，海拔高度23米，2001年人口281，人口密度每平方公里369.7人。